# هربرت امیت
هربرت امیت (انگلیسی: Herbert Emmitt؛ ۶ اوت ۱۸۵۷ – ۱۹۰۱ (۴۳−۴۴ سال)) بازیکن فوتبال اهل پادشاهی متحد بریتانیای کبیر و ایرلند بود.
از باشگاه‌هایی که در آن بازی کرده‌است می‌توان به باشگاه فوتبال ناتینگهام فارست و باشگاه فوتبال نوتس کانتی اشاره کرد.